# Vepris montisbambutensis
Espèce
Vepris montisbambutensis est une espèce de plantes de la famille des Rutaceae.
Son épithète spécifique fait référence aux monts Bamboutos, un massif volcanique à l'ouest du Cameroun.